# Kashima Antlers
Kashima Antlers (jap. 鹿島アントラーズ) je japanski nogometni klub koji nastupa u nacionalnoj J.League (1. prvoj ligi). Klub dolazi iz istoimenog japanskog grada Kashime čije ime u doslovnom prijevodu znači "otok jelena".
Od osnutka J.League 1992. godine, Kashima Antlers se dokazala kao najtrofejniji domaći klub koji je sedam puta osvojio domaće prvenstvo te po četiri puta nacionalni i Kup cara. Tijekom svih odigranih sezona do sada, Kashima Antlers je u 70% slučajeva bila među top pet klubova, dok joj je prosjek nakon svih sezona od 1993. godine, treće mjesto.
Nakon što je klub 2007. osvojio Kup cara, postao je prvi u Japanu koji je uspio osvojiti deset domaćih trofeja. Iste godine momčad je osvojila i J.League te nacionalni kup. Sljedeće godine Kashima je uspjela obraniti naslov prvaka dok je 2009. postala prvi klub koji je tri godine zaredom bio nacionalni prvak.
Osvajanjem kupa 2011. Kashima Antlers je prva u zemlji osvojila 15 nacionalnih trofeja.
Klub svoje domaće utakmice igra na stadionu Kashima koji je bio domaćin nekoliko utakmica na Svjetskom prvenstvu 2002., a među njima je bila i utakmica skupine u kojoj je Hrvatska pobijedila Italiju (2:1).

## Povijest
Klub je osnovan 1947. u Osaki kao Sumitomo Metal Industries, Ltd. Nastupao je u japanskoj poluprofesionalnoj ligi te se 1975. preselio u Kashimu, u prefekturu Ibaraki. Tada su promovirani u viši rang nacionalne lige ali su iz njega ispali u sezoni 1985./86. da bi se već sljedeće sezone vratili i ponovo ispali u sezoni 1988./89.
1993. godine u zemlji je osnovana profesionalna liga J.League a klub je odbacio ime korporacije koja ga je osnovala te ga promijenio u Kashima Antlers. Mnogi vodeći klubovi iz poluprofesionalne lige nisu pristupili J.League zbog nepripremljenosti na profesionalizaciju, tako da je Kashima Antlers imala mogućnost ulaska u novoosnovanu ligu. Također, od deset izvornih klubova koji su osnovali novo prvenstvo, Kashima i Shimizu S-Pulse su bili jedini niželigaški klubovi koji su ušli u ligu.
Od osnutka novog prvenstva, Kashima Antlers je jedna od najjačih klubova u Japanu držeći pritom nekoliko rekorda. Tu su brojni rekordi po broju osvojenih trofeja i vremenu potrebnom za njihovo osvajanje. Osim toga, Kashima je 2000. godine postala prvi japanski klub koji je osvojio trostruku krunu - J. League, japanski kup i Kup cara.
Do danas Kashima ima jaku povezanost s nogometnom zajednicom u Brazilu jer su bivši klupski igrači Zico, Leonardo i Bebeto ostvarili velik trag u klubu. Zbog toga je od osnutka lige za Kashimu igralo samo nekoliko stranaca koji nisu bili Brazilci. Također, u klubu su svega tri puta japanski treneri vodili Kashimu dok je većinom bila pod vodstvom brazilskih stručnjaka. To je klupska transferna politika koje se Kashima pridržava. 
Danas korporacija Sumitomo više nije glavni sponzor Kashime Antlers nego je to proizvođač prozora Tostem.

## Poznati igrači
- Koji Nakata
- Atsuto Uchida
- Daijiro Takakuwa
- Zico
- Leonardo
- Bebeto

## Treneri kluba kroz povijest
| - Masakatsu Miyamoto (1993. – 1994.) - Edu (1995.) - João Carlos (1996. – 1998.) - Takashi Sekizuka (1998.) - Zé Mario (1998. – 1999.) - Zico (1999.) |  | - Takashi Sekizuka (1999.) - Toninho Cerezo (2000. – 2005.) - Paulo Autuori (2006.) - Oswaldo de Oliveira (2007. – 2011.) - Jorginho (2012.) - Toninho Cerezo (2013. - ) |

## Osvojeni trofeji

### Poluprofesionalna era
- Svojapansko nogometno prvenstvo: 1973.
- Japanska nogometna liga - Divizija 2: 1984., 1986/87.

### Profesionalna era
- J.League: 1996., 1998., 2000., 2001., 2007., 2008., 2009.
- J.League kup: 1997., 2000., 2002., 2011., 2012.
- Kup cara: 1997., 2000., 2007., 2011.
- Xerox Superkup: 1997., 1998., 1999., 2009., 2010.
- A3 Mazda Kup prvaka: 2003.
- Suruga Bank Championship: 2012., 2013.

## Vanjske poveznice
- Službene web stranice kluba